# Gare de Longuyon
Gare de Longuyon vasútállomás Franciaországban, Longuyon településen.

## Vasútvonalak
Az állomást az alábbi vasútvonalak érintik:

Az állomás vágányhálózata

- Mohon–Thionville-vasútvonal
- Longuyon-Onville et Pagny-sur-Moselle-vasútvonal
- Longuyon–Mont-Saint-Martin-vasútvonal

## Kapcsolódó állomások
A vasútállomáshoz az alábbi állomások vannak a legközelebb:
- Gare d’Audun-le-Roman
- Gare de Longwy
- Gare de Baroncourt
- Gare de Montmédy